# Pont de Milby
Pour les articles homonymes, voir Milby.
Le pont de Milby, aussi connu sous le nom de pont couvert Milby est un pont couvert construit en 1873 à Waterville dans la région d'Estrie au Canada. Il s'agit d'un pont couvert de type Town simple. Il est un des plus anciens exemples subsistants de l'utilisation de ce type de structure au Québec. Il a été cité monument historique le 7 décembre 1992.
Le pont de Milby possède plusieurs caractéristiques peu répandues dans le domaine. Il a entre autres un lambris de planches verticales, un jet d'eau situé au bas des murs, des ouvertures uniques longeant les cordes supérieures et une couverture en bardeaux de cèdre. La structure utilise des chevilles de bois dur et est complétée par des jambes de force faites à partir des racines courbes de souche d'arbres. Les jambes de force sont taillées d'une seule pièce.

## Histoire
Le premier pont à Milby est construit probablement vers 1850 alors que le docteur William Wilson est propriétaire du moulin à scie situé sur la Rivière Moe. Ce dernier est toutefois emporté, comme plusieurs autres ponts de la région, par la crue du printemps 1869.
Le pont de Milby est construit au cours de l'an 1873 par les frères Robert et John Hood au coût de 1 350 $. Il s'inscrit dans une phase de développement du hameau de Milby.  
Au cours du XXe siècle, le pont subit quelques modifications, dont le rehaussement des culées en béton. Le pont, chaulé à l'origine, est aussi peint de différentes couleurs au fil du temps, dont l'ocre et le rouge.
Le pont de Milby est cité monument historique le 7 décembre 1992. Dans la même année, on refait la couverture de  bardeaux de cèdre. Le pont couvert est fermé à la circulation automobile en 2003 puisque les poutres de soutien sous le pont présentaient des signes de stress considérables. 
En 2007, un important projet de restauration de la structure est entrepris. Le ministère de la Culture et des Communications verse une somme de 60 000 $ et celui des Transports accepte de contribuer pour un montant de 50 000 $. Quant à la municipalité, le conseil de ville convient de défrayer 15 000 $ pour les plans et devis. Le pont est ouvert la plus grande partie de l'année depuis la restauration.

## Toponyme
Le nom du pont vient de l'ancien hameau de Milby, qui fait partie de la ville de Waterville.

## Galerie

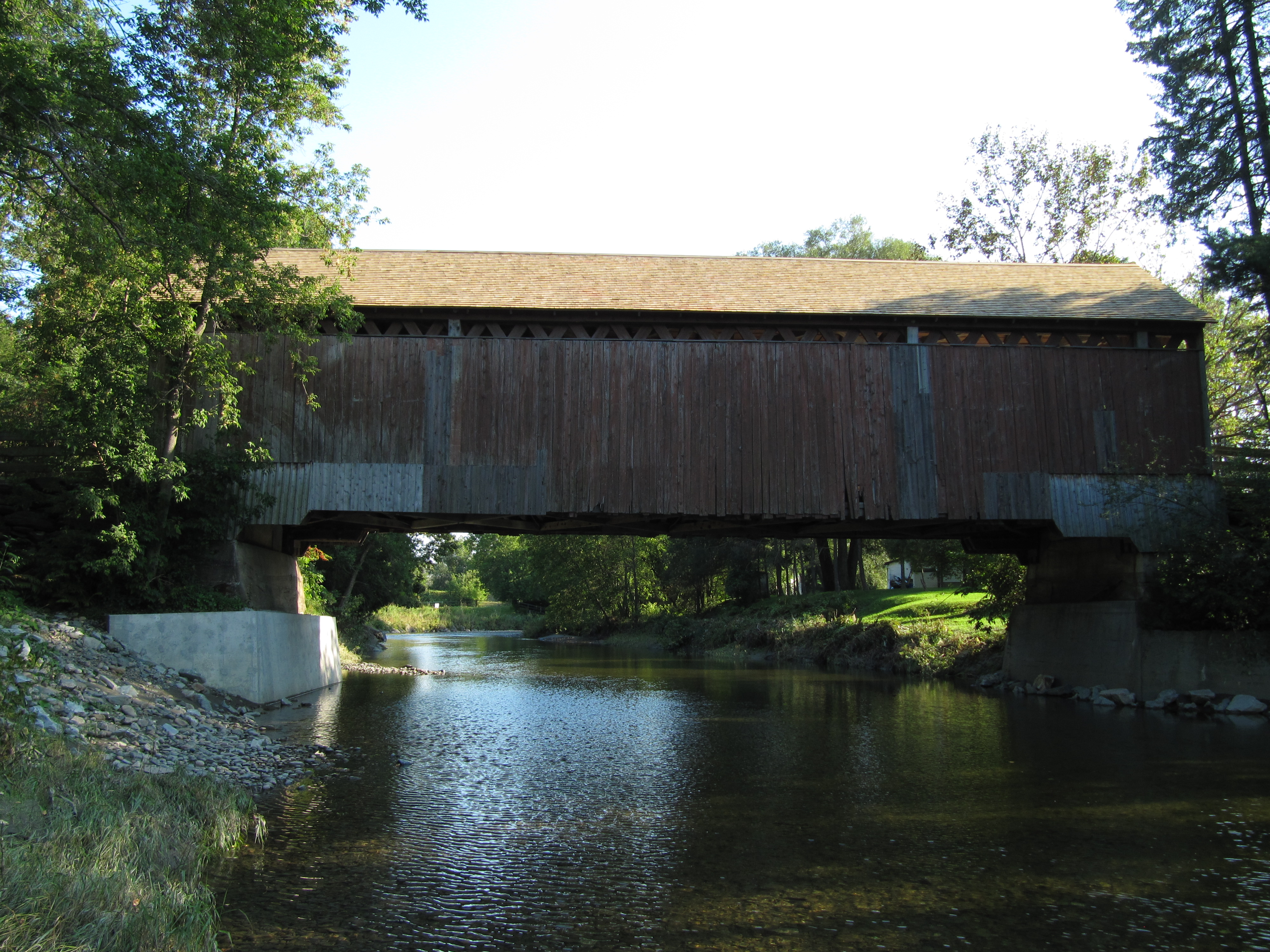
Vue de côté
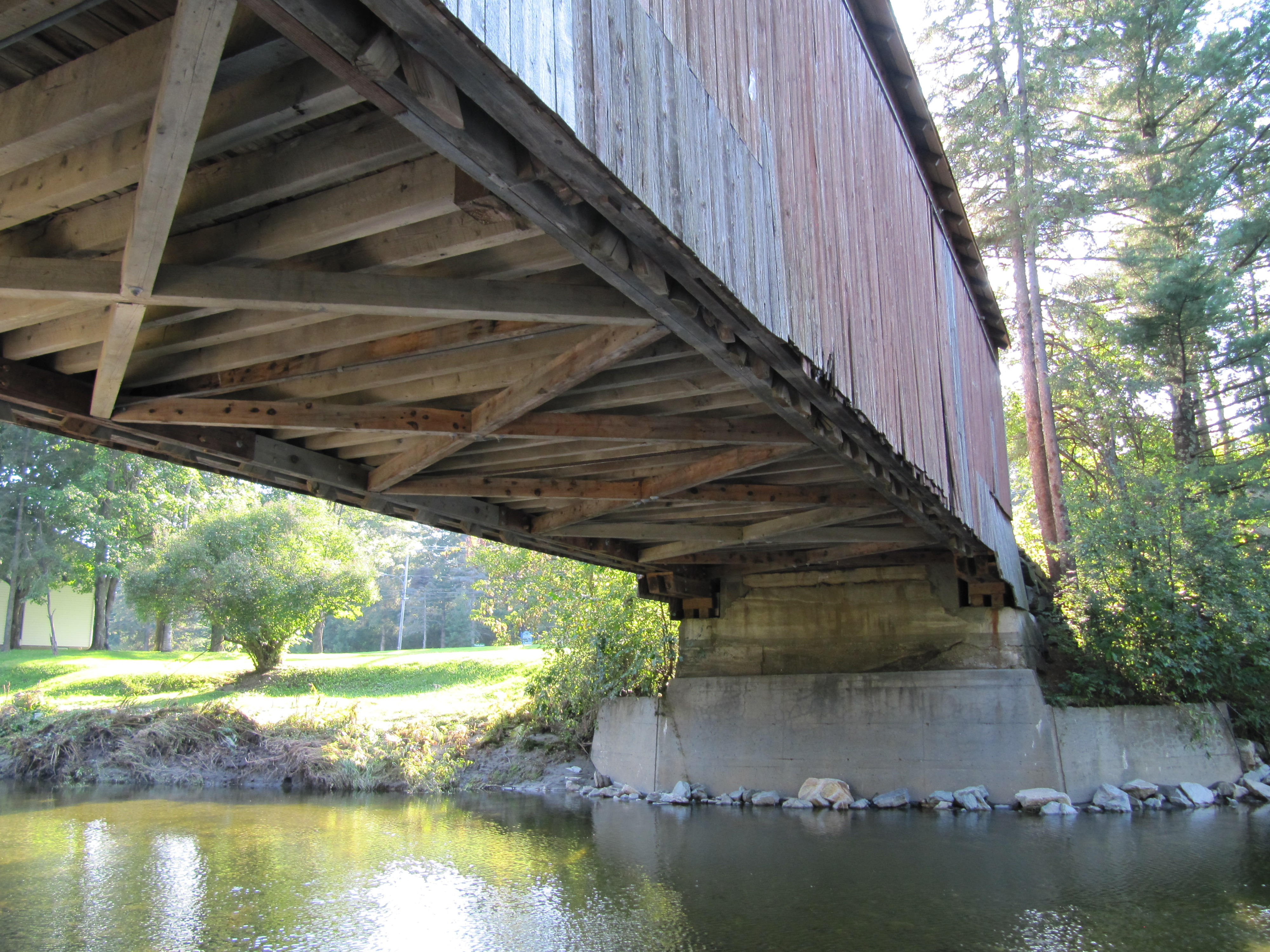
Vue de dessous
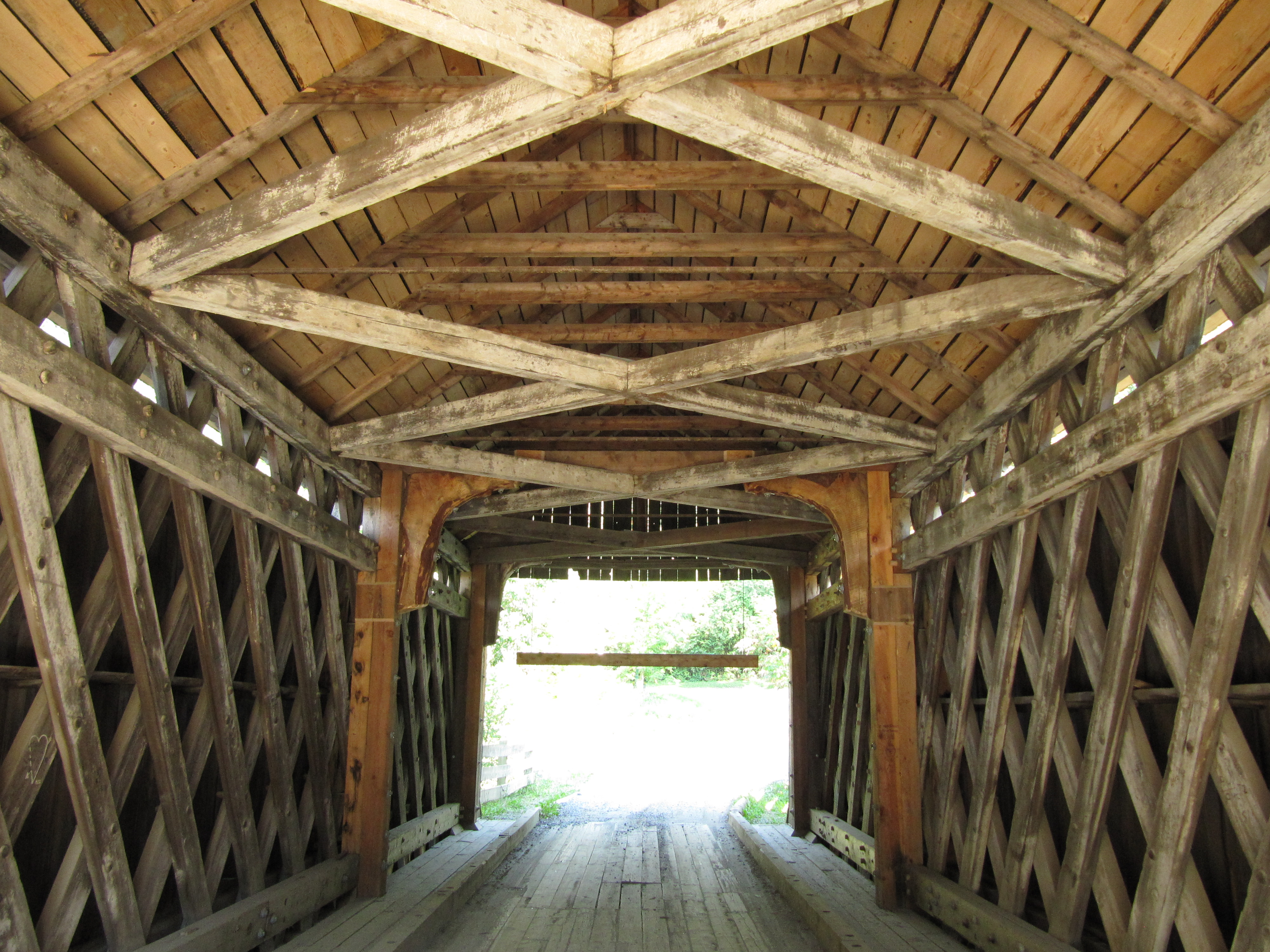
Vue de l'intérieur
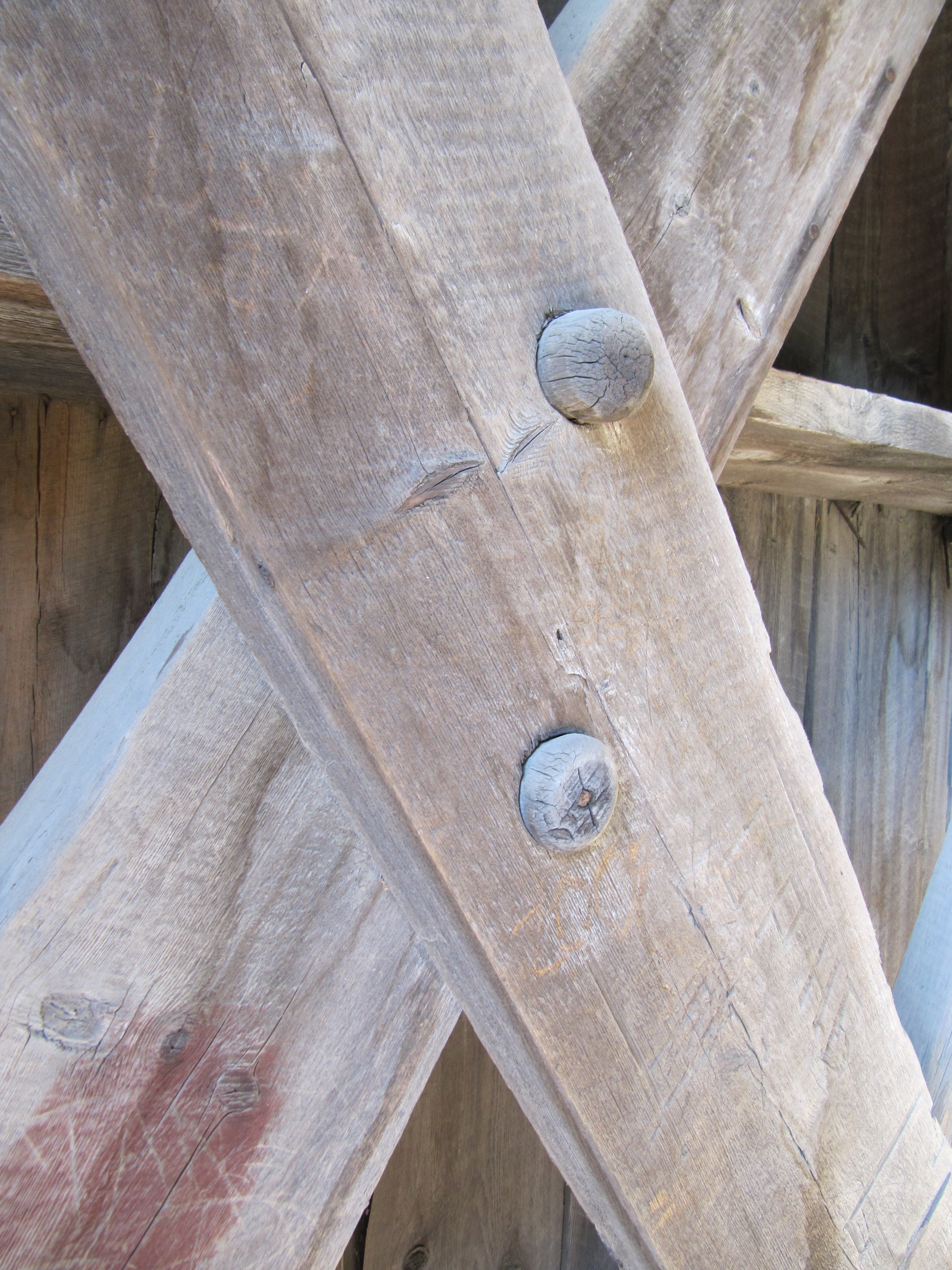
Chevilles de bois dur utilisées
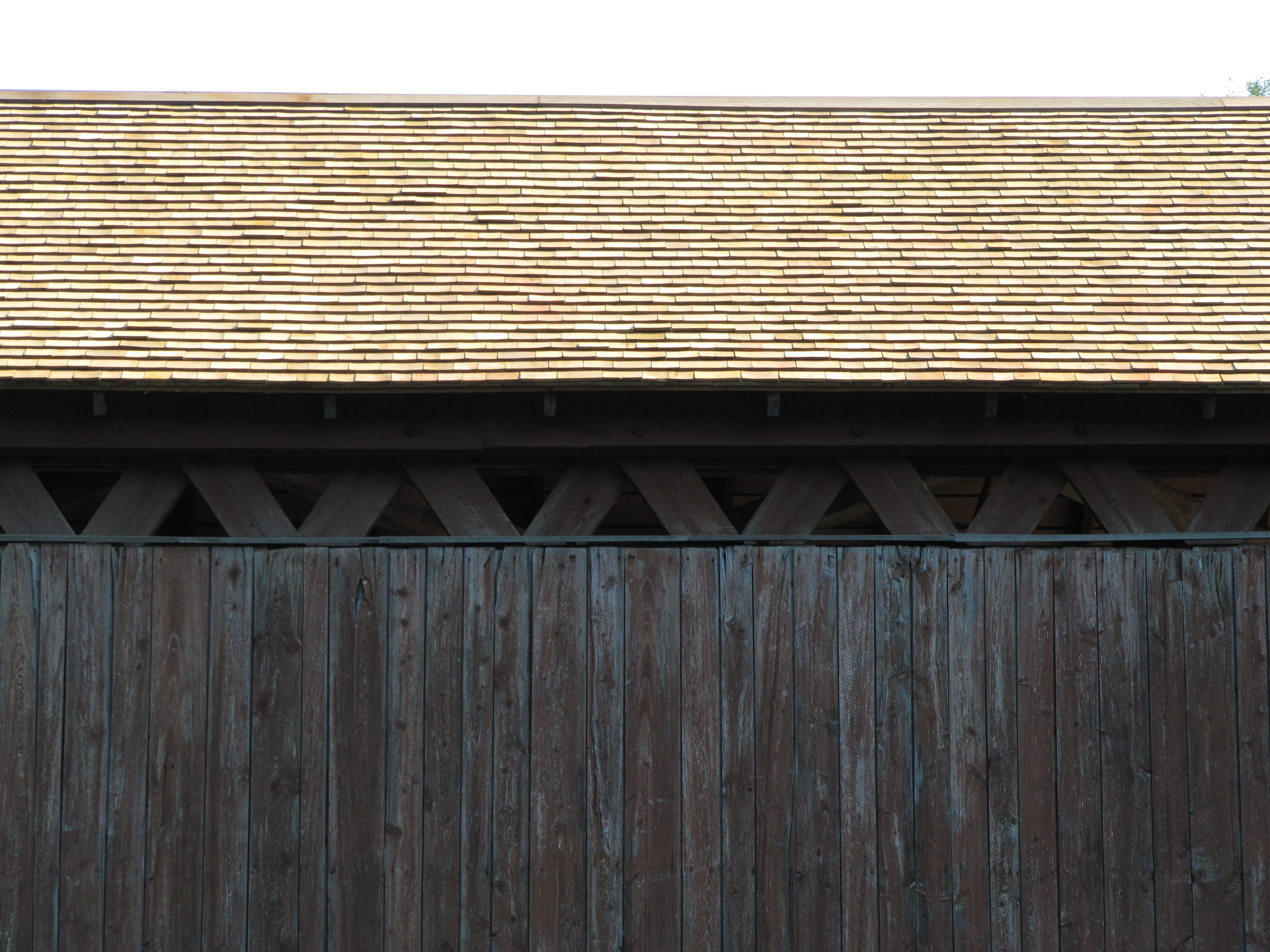
Toit de bardeaux